# Herbert Wernicke

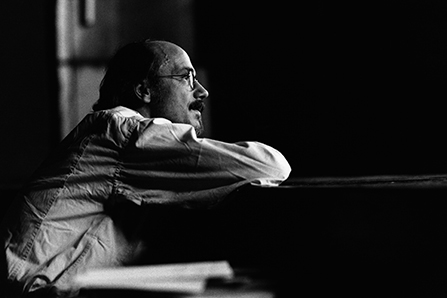
Herbert Wernicke (1987)

Herbert Wernicke (Auggen, Baden-Württemberg, 24 de marzo de 1946 - Basilea, 16 de abril de 2002) fue un director de ópera, escenógrafo y diseñador de vestuario alemán. Uno de los más polémicos de su generación, su contribución a la revolución escénica en la lírica se ha revalorizado desde su muerte.
Estudió piano, flauta y dirección en el Conservatorio de Braunschweig y escenografía en la Academia de Múnich. Comenzó su carrera en Wuppertal y en 1978 dirigió su primer trabajo en Darmstadt, Belshazzar de Haendel.
El núcleo de su trabajo lo realizó en Basilea, donde vivió desde 1990 hasta su repentina muerte a los 56 años.
Sus más importantes trabajos fueron en el Festival de Salzburgo, el Teatro Real de la Moneda en Bruselas, la Opera Estatal de Baviera, la Ópera Estatal de Viena y la Ópera Alemana de Berlín.
Le fue otorgado en el 2001 el Bayerischer Theaterpreis y al año siguiente el Premio Europeo de la Cultura (Europäischer Kulturpreis).
La Academia de Arte alemana realizó en el año 2006 una exposición de su obra bajo el título Harmonie statt Utopie - Herbert Wernicke, Regisseur und Bühnenbildner.

## Producciones selectas
- Il barbiere di Siviglia (1985, Darmstadt)

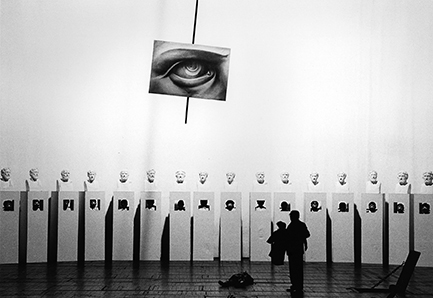
Die Prophezeihung des Goldenen Zeitalters (1984)

- Die Prophezeihung des Goldenen Zeitalters und der Schrecken der Hölle (Florentiner Intermedien) (1984, Staatstheater Kassel)

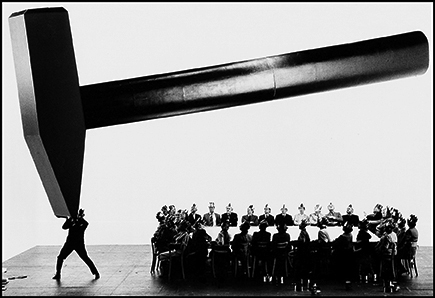
O Ewigkeit, du Donnerwort (1987)

- Barock Trilogie (Phaéton / O Ewigkeit, du Donnerwort (1985–1989, Staatstheater Kassel)
- Judas Maccabaeus (Bavarian State Opera)
- Der fliegende Holländer (Bavarian State Opera)
- Hippolyte et Aricie (Deutsche Oper Berlin)
- Oberon (Deutsche Oper Berlin)
- Der Ring des Nibelungen (1991, Théâtre de la Monnaie)
- La Calisto (1993; René Jacobs)
- Orfeo (1993, Salzburg Festival)
- Pelléas et Mélisande (1996, Bruselas)
- Borís Godunov (1994, Salzburg Festival; Claudio Abbado)
- Der Rosenkavalier (1995, Salzburg Festival; Lorin Maazel)
- Fidelio (1996, Salzburg Festival; Sir Georg Solti)
- Don Carlo (1998, Salzburg Festival)
- I vespri siciliani (1998, Vienna State Opera)
- Falstaff (Aix-en-Provence)
- Elektra (Múnich)
- Giulio Cesare (1998, Theater Basel, Liceu Barcelona)
- Les Troyens (2000, Salzburg Festival)
- Die Frau ohne Schatten (2001, Metropolitan Opera)
- Das Rheingold (2002, Bavarian State Opera)
- Die Walküre (2002, Bavarian State Opera; inconclusa)